# Larouco
Larouco è un comune spagnolo di 588 abitanti situato nella comunità autonoma della Galizia.